# Florent Stevance
Florent Stevance (Le Quesnoy, 8 oktober 1988) is een Frans voetballer die bij voorkeur als vleugelspeler speelt. Hij tekende in 2018 bij Tours FC.

## Clubcarrière
Stevance maakte in 2013 de overstap van AS Alnoye naar Boussu Dour. In het seizoen 2013/14 maakte hij elf doelpunten in dertig wedstrijden in de tweede klasse in het shirt van Boussu Dour. Het seizoen erop maakte de Franse aanvaller zeventien doelpunten in vierendertig competitiewedstrijden voor Seraing United. In 2015 tekende hij een tweejarig contract bij Sporting Charleroi, met optie op twee extra seizoenen. Op 16 juli 2015 debuteerde hij voor zijn nieuwe club in de voorronde van de UEFA Europa League tegen Beitar Jeruzalem. Stevance viel na 80 minuten in voor David Pollet en maakte enkele minuten later zijn eerste doelpunt voor Charleroi.
Na uitleenbeurten aan KSV Roeselare en AFC Tubize keerde Stevance terug naar Frankrijk, meer bepaald naar Tours FC.